# Фестиваль барочной оперы в Боне
Фестиваль барочной оперы в Боне (фр. Festival International d’Opéra Baroque de Beaune) — международный музыкальный фестиваль, один из крупнейших фестивалей барочной музыки в Европе.
Проводится летом в бургундском городке Бон ежегодно с 1983 года. Главная площадка — зал в историческом здании так называемой «Богадельни Бона» (фр. Hospices de Beaune, построена в 1442); фестивальные концерты устраиваются также в местном храме (базилике) Нотр-Дам.
Основной акцент в составлении программ фестиваля сделан на барочной опере. К лету 2010 года в рамках фестиваля были поставлены более 90 таких опер, причём 30 из них премьеры (современные аутентичные реконструкции). Наряду с барочными ставятся оперы венских классиков, итальянские и французские оперы XVIII века и другие старинные музыкально-театральные спектакли. Среди примечательных постановок оперы и оратории Г. Ф. Генделя, Н. Йоммелли, Н. Порпоры, Т. Траэтты, Ф. Кавалли, Дж. Б. Перголези, А. Кампра, А. Демаре , Ж. Б. Люлли, Ж. Ф. Рамо, М. Маре и других композиторов.
В программу фестиваля также включаются сольные концерты малоизвестных и прославленных вокалистов, тематические программы кантатно-ораториальной и инструментальной барочной музыки в исполнении ансамблей и хоров, среди которых «Les Arts Florissants», «Le Cercle de l’Harmonie», «Concerto Italiano», «Les Talens Lyriques», «Gabrieli Consort & Players», «Le Poème Harmonique», «I Barocchisti», «Le Concert Spirituel», «Choeur & Orchestre Pygmalion» и прочие признанные мастера аутентичного исполнительства.